# Корабельников, Яков Григорьевич
Яков Григорьевич Корабельников (25 февраля 1938, с. Ивано-Петровка, Ленинский район, Северо-Казахстанская область, Казахская ССР, СССР — 25 ноября 1988, там же) — дояр совхоза «Пушкинский» Ленинского района Северо-Казахстанской области, Казахская ССР. Герой Социалистического Труда (8 апреля 1971 года). Член КПСС.

## Биография
Родился 25 февраля 1938 года в селе Ивано-Петровка Ленинского района Северо-Казахстанской области Казахской ССР (ныне — Волошинский сельский округ Есильского района Северо-Казахстанской области Казахстана в крестьянской семье в колхозе имени Калинина.
Получил неполное среднее образование. С 1954 года — скотник, пастух овцеводческой фермы, дояр совхоза «Пушкинский» Ленинского района.
В начале Восьмой пятилетки (1966—1970) стал инициатором социалистического соревнования «Пятилетку — за четыре года!». В первые два года этой пятилетки получал от каждой фуражной коровы в среднем по 2800 — 3000 килограмм молока, в последующие два года получал в среднем по 4707 килограмм молока. Досрочно выполнил планы пятилетки и собственные социалистические обязательства за четыре года. Указом Президиума Верховного Совета СССР «О присвоении звания Героя социалистического Труда передовикам сельского хозяйства Казахской ССР» от 8 апреля 1971 года за выдающиеся успехи, достигнутые в развитии сельскохозяйственного производства и выполнении пятилетнего плана продажи государству продуктов земледелия и животноводства удостоен звания Героя Социалистического Труда с вручением ордена Ленина и золотой медали «Серп и Молот».
Избирался делегатом XIV съезда Компартии Казахстана. Неоднократно участвовал во Всесоюзной выставке ВДНХ в Москве, где получил две серебряные медали.
Ушёл из жизни 25 ноября 1988 года в родном селе.